# Euphorbia vajravelui
Euphorbia vajravelui là một loài thực vật thuộc họ Euphorbiaceae. Đây là loài đặc hữu của Ấn Độ.